# Франкфурт (административный округ, Пруссия)
Административный округ Франкфурт (нем. Regierungsbezirk Frankfurt) — административно-территориальная единица второго уровня в Пруссии, существовавшая с 1815 по 1945 годы. Округ был создан в 1815 году на территории, закреплённой за Пруссией после Венского конгресса. В настоящее время западная часть его территории входит в состав германской федеральной земли Бранденбург, а восточная — республики Польши.

## История
Франкфуртский округ был образован в 1815 году в ходе административной реформы после Венского конгресса и входил в состав провинции Бранденбург королевства Пруссии наряду с округами Потсдам и Берлин. При создании округ включал в себя восточную часть провинции, включая районы Ноймарк и Нижняя Лужица и занимал территорию площадью 20 731 км².
В 1938 году после ликвидации провинции Позен-Западная Пруссия в округ были включены районы Шверин (в настоящее время окрестности СквежиныМендзыжечский повят, Польша) и Мезерициз (в настоящее время окрестности Мендзыжеча, Мендзыжечский повят, Польша), и исключены и переданы провинции Померания районы Арнсвальде (в настоящее время Хощненский повят, Польша) и Фридеберг (в настоящее время Стшелецко-Дрезденецкий повят, Польша). Эти изменения сократили площадь округа до 18 390 км².
В соответствии с решениями Потсдамской конференции 1945 года часть округа Франкфурт к востоку от реки Одер досталась Польше (в настоящее время входит в состав Любушского воеводства), а западная вошла в Советскую зону оккупации. Из этой территории и округа Потсдам в 1946 году была создана земля Бранденбург, которая позднее вошла в состав Германской Демократической Республики. В 1952 году в ходе следующей административной реформы по ликвидации земель оставшаяся территория бывшего франкфуртского округа стала частью нового округа Франкфурт.

## Население
| Население административного округа Франкфурт | Население административного округа Франкфурт | Население административного округа Франкфурт | Население административного округа Франкфурт | Население административного округа Франкфурт | Население административного округа Франкфурт | Население административного округа Франкфурт | Население административного округа Франкфурт | Население административного округа Франкфурт |
| -------------------------------------------- | -------------------------------------------- | -------------------------------------------- | -------------------------------------------- | -------------------------------------------- | -------------------------------------------- | -------------------------------------------- | -------------------------------------------- | -------------------------------------------- |
| Год                                          | 1820                                         | 1850                                         | 1880                                         | 1900                                         | 1910                                         | 1925                                         | 1933                                         | 1939                                         |
| Население                                    | 607 992                                      | 873 093                                      | 1 105 493                                    | 1 179 250                                    | 1 233 189                                    | 1 292 525                                    | 1 276 786                                    | 1 316 590                                    |